# Dioscorea jaliscana
Dioscorea jaliscana là một loài thực vật có hoa trong họ Dioscoreaceae. Loài này được S.Watson mô tả khoa học đầu tiên năm 1887.